# Вибухи артилерійських складів у Новобогданівці
Ви́бухи артилері́йських складі́в у Новобогда́нівці — техногенна катастрофа, яка сталася в травні 2004 року в селі Новобогданівка Мелітопольського району Запорізької області, і повторилася в меншому масштабі у 2005 році. В результаті вибухів загинули 5 осіб, пошкоджено будівлі в Новобогданівці та навколишніх селах, було припинено залізничне і автомобільне сполучення на довколишніх автомобільних дорогах.

## Передісторія
Військова база була заснована в 1955 році. На базі, крім радянської зброї, також зберігалася угорська і німецька зброя. За словами Євгена Марчука, найновішим боєприпасам, що зберігаються на цій базі, 25 років, є й боєприпаси 1914, 1937, 1920-х років. Згідно з інформацією прес-служби Міноборони, на базі зберігалося на 800 вагонів з боєприпасами більше, ніж це передбачено нормативними документами.
У листі глава Адміністрації Президента Віктор Медведчук від 9 березня 2004 року інформував Президента Леоніда Кучму, що «…розташовану в безпосередній близькості від Новобогданівської нафтобази 275-ту АББ перевантажено. На ній продовжується надмірне накопичення боєприпасів, дві третини яких зберігаються просто неба. Не обваловано 40 відкритих майданчиків. Сигналізацією, виведеною у вартове приміщення, забезпечено менше як половину сховищ. Потребують заміни 40 % дротяної огорожі і 1500 залізобетонних стовпів».

## Вибухи

### 2004
6 травня 2004 року на складі 275-ї бази зберігання артилерійських боєприпасів стався спалах, у результаті якого на складі почали вибухати артснаряди й інші боєприпаси. За офіційними даними, в результаті надзвичайної події 5 осіб загинуло і 4 постраждали, 81 особа госпіталізована. Повністю пожежу вдалося згасити лише до 19 травня 2004 року.
8 травня Новобогданівку відвідав Віктор Янукович. Він підкреслив, що «фахівці з Росії є досвідченими, володіють технологіями прогнозування вибухів. Ми дуже вдячні за своєчасну допомогу. Ми вкотре відчули допомогу російського народу» і заявив, що «уряд робить усе, щоб ситуація не повторилась».
Із сільських рад населених пунктів у секторі відповідальності МНС надійшло 224 заявки громадян про вилучення вибухонебезпечних предметів. У період з 9 по 21 травня повністю очищено від вибухонебезпечних предметів 7 населених пунктів: Першостепанівка, Мар'янівка, Привільне, Терпіння, Троїцьке, Спаське, Новобогданівка.
З метою попередження травмування та загибелі дітей представники МНС провели інструктажі з 9000 жителів, у тому числі з учнями 49 загальноосвітніх шкіл Мелітопольського, Михайлівського, Веселівського, Токмацького районів щодо заходів безпеки при виявленні вибухонебезпечних предметів.
22 сім'ї залишились без оселі. З ураженої зони було відселено 6963 жителя з 15 сіл у 10-кілометровій зоні. За попередніми даними, збитки від вибуху на складі боєприпасів під Мелітополем становлять 3,752 млрд гривень.
Площа ураження становила 314 км², у тому числі 4 кілометри газопроводу Запоріжжя — Мелітополь.
8 травня Президентом України Леонідом Кучмою підписано розпорядження «Про перевірку умов збереження зброї, боєприпасів та вибухових речовин у Збройних Силах України, інших військових формуваннях та правоохоронних органах». Віктора Януковича було призначено головою спеціальної комісії, яка мала на меті визначити причини кризової ситуації. Того ж дня український прем'єр взявся до справи, було проведено засідання, результати якого залишилися невідомими.

### 2005
23 липня 2005 року ситуація повторилася, але з менш масштабними наслідками: пожежу з подальшою детонацією артснарядів на території 275-ї бази зберігання артилерійських боєприпасів вдалося локалізувати за 4,5 години: за даними Запорізького теруправління МНС, вибухи снарядів, що почалися о 16:20, припинилися лише о 20:54. В результаті надзвичайної події 69-річна мешканка Новобогданівки одержала осколкові поранення і була госпіталізована до центральної лікарні Мелітопольського району. Ще одна мешканка Новобогданівки, що знаходилася на момент початку вибухів у місцевій лікарні, померла під час транспортування до іншої лікувальної установи. Зазнали порань щонайменше четверо саперів.
27 липня 2005 року село відвідала делегація на чолі із Секретарем Ради національної безпеки і оборони України Петром Порошенком.
З 8 вересня по 10 жовтня 2005 очищено 34 697 м² території, знешкоджено 24 990 кг пороху, 3440 кг пороху з гільз, вилучено 10 795 вибухонебезпечних предметів.

### 2006
19 серпня 2006 о 14:15 знову стався серйозний вибух. Горіло близько трьох гектарів території складу. Евакуйовано 1,5 тисячі місцевих жителів, 4 тисячі осіб поміщено в укриття. Задіяно 428 людей і 96 одиниць техніки. Одержали поранення 4 особи.

## Причини вибухів
Запевнення офіційних осіб про причини вибухів зводяться до людського фактору та погодні умови — кинута цигарка у 2004, спека та суха трава у 2005.

## Пам'ять
- 2009 року в Новобогданівці відкрили пам'ятник трьом саперам, які загинули при ліквідації надзвичайної ситуації, — Сергію Терешку, Костянтину Ткаченку та Миколі Куурі.[1]